# Асфандиярова, Шахсанем Ибрагимбековна
Шахсанем Ибрагимбековна Асфандиярова (тат. Шәхсәнәм Ибраһимбәк кызы Әсфәндиярова; 8 февраля 1926, Термез, Узбекская ССР — 27 октября 1996, Казань) — советская татарская актриса. Народная артистка ТАССР (1970). Заслуженная артистка РСФСР (1977). Лауреат Республиканской премии имени Габдуллы Тукая (1967).

## Биография
Шахсанем Ибрагимбековна Асфандиярова родилась 8 февраля 1926 года в городе Термез Узбекской ССР.
В 1939—1940 гг. обучалась в Ташкентском хореографическом училище, выступала в балетных спектаклях Узбекского театра оперы и балета.
В 1942—1943 гг. обучалась в Казанском музыкальном училище.
В 1944 году поступила в татарскую студию ГИТИСа.
С 1949 года была принята в труппу Татарского ТЮЗа.
С 1950 года — в Татарский академический театр. Исполняла роли молодых драматических героинь. Впоследствии прекрасно играла и возрастные, характерные роли.
Скончалась 27 октября 1996 года в Казани. Похоронена на Ново-татарском кладбище.

## Творчество

### Основные роли
- Песочинская — «Ретро» А. Галина
- Дездемона «Отелло» У. Шекспира
- Надежда — «Последние»
- Татьяна — «Враги» М. Горького
- Луиза — «Коварство и любовь» Ф. Шиллера
- Огудалова — «Бесприданница» А. Островского
- Хупжамал — «Мы не расстанемся» Ш. Шахгали
- Хадича — «Тополек мой в красной косынке» Ч. Айтматова
- Калугина — «Сослуживцы» Э. Брагинского и Э. Рязанова
- Галкина — «Как звезды на небе» по М. Горькому
- Дильбар — «Без ветрил» К. Тинчурина
- Лидия — «Бешеные деньги» А. Островского
- Тугина — «Последняя жертва»
- Клея — «Эзоп» Г. Фигейредо
- Эсмеральда — «Зифа»
- Мержан — «Гульжамал» Н. Исанбета
- Гафифа — «Первый театр» Г. Камала

## Звания и награды
- Народная артистка ТАССР (1970)
- Заслуженная артистка РСФСР (1977)
- Республиканская премия имени Габдуллы Тукая (1967).

## Адреса
- Казань, Большая Красная улица, дом 54[4].